# 밤나무혹벌
밤나무혹벌(Dryocosmus kuriphilus)는 곤충류의 한 종이다, 밤나무의 눈에 기생하여 충영을 만들기에 해충으로 분류된다.
1941년 일본 오까야마현에서 처음 발견되었으며, 대한민국에는 1959년 충북 제천에서 처음 피해가 확인되었다.

## 피해
- 밤나무 눈에 기생하여 직경 10∼15mm의 충영을 만든다.
- 충영은 성충 탈출후인 7월 하순부터 말라죽으며 신초가 자라지 못하고 개화, 결실이 되지 않는다.
- 피해목은 대부분 고사하는 경우가 많다.

## 형태
- 성충은 몸길이가 약 3mm로 광택이 있는 흑갈색이고 날개는 투명, 촉각은 흑색이며 복부는 황갈색이다.
- 유충은 몸길이가 약 2.5mm로 유백색 또는 반투명한 회백색이다.

## 생태[2]
- 매년 식물의 눈 속에서 유충 형태로 월동한다
- 월동유충은 눈 속 내에 충방을 형성하지만 4월 이전에는 육안으로 피해를 식별하기 힘들다.
- 유충은 3월 하순∼5월 상순에 급속히 자라면서, 충영은 4월 하순∼5월 상순에 팽대해져서 가지의 생장이 멈춘다.
- 다자란 유충은 6월 상순∼7월 상순에 충영내 충방에서 번데기로 되며 7∼9일간의 번데기기간을 거쳐 우화한다.
- 성충은 약 1주일간 충영내에 머물러 있다가 구멍을 뚫고 6월 하순∼7월 하순에 외부로 탈출하며 새눈에 3∼5개씩 산란한다.
- 성충의 수명은 4일 정도 되며 산란수는 200개 정도가 된다.

## 방제법
- 살충제는 일반적으로 별 효과를 보기 힘든데, 이는 담즙 내부로 유충이 들어가기 때문이다.
- 대부분의 일생을 밤나무 안에서 보내기 때문에, 일반적인 살충제로는 방제에 어려움을 겪는편.
- 감염된 순을 나무에서 가지치기를 하거나, 망으로 보호하는 방법, 과수원같이 많은 수의 나무에는 그다지 실용적이지 않다.
- 내충성품종을 보급하여 피해를 예방하는 방법이 자주 쓰이나, 내충성품종에도 피해를 주는 새로운 생태형이 있기에 주의해야하는 편.[3]
- 천적인 중국긴꼬리좀벌을 이용한 방제법도 현재로서는 자주 쓰이는 방법이다.[4]
- 성충 발생 최성기인 7월 초순에 페니트로티온 유제(50%), 수화제(40%) 또는 치아클로프리드 액상수화제(10%), 1,000배액을 10일 간격으로 2∼3회 살포하는 것도 방법.